# Kvarteret Tryckeriet

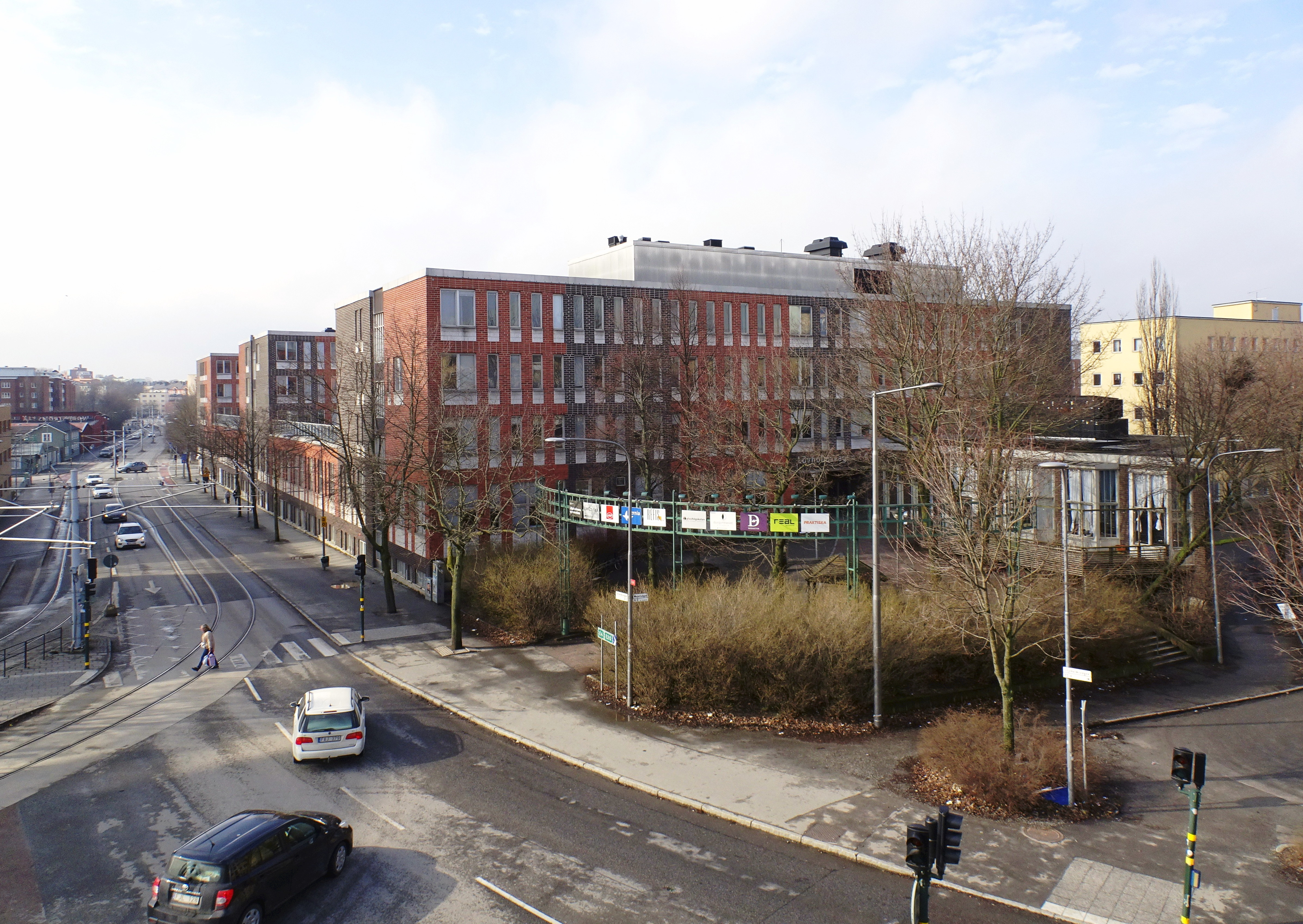
Kvarteret Tryckeriet och Lövholmsvägen, vy från sydost, 2017.

Kvarteret Tryckeriet är ett tidigare industri- och kontorskvarter på Lövholmen i stadsdelen Liljeholmen, Stockholms kommun. Kvarteret omges av Liljeholmsstranden i norr, Mejerivägen i öster, Lövholmsvägen i söder och Trekantsvägen i väster. I kvarteret uppfördes 1942 Strängbetongs första fabrik för prefabricerade betongelement som även skulle bli en av världens första i sitt slag. Idag består kvarteret av två fastigheter: Tryckeriet 13 och 14 som enligt gällande detaljplan inrymmer lokaler för idrott och undervisning.

## Kvarterets tidiga historik

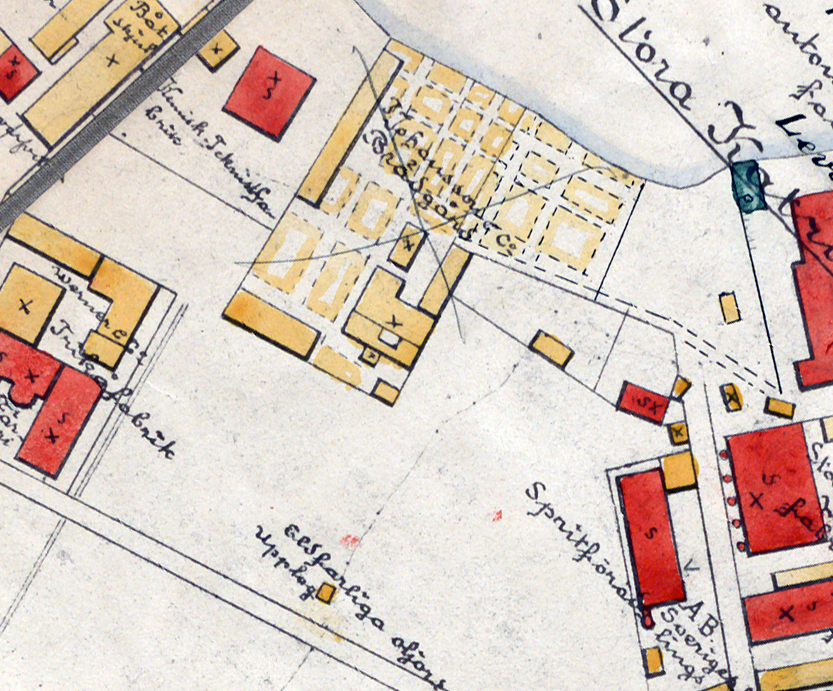
Brädgård och klyvsåg tillhörande AB F. Jonsson & Co. Karta över Liljeholmen 1905.

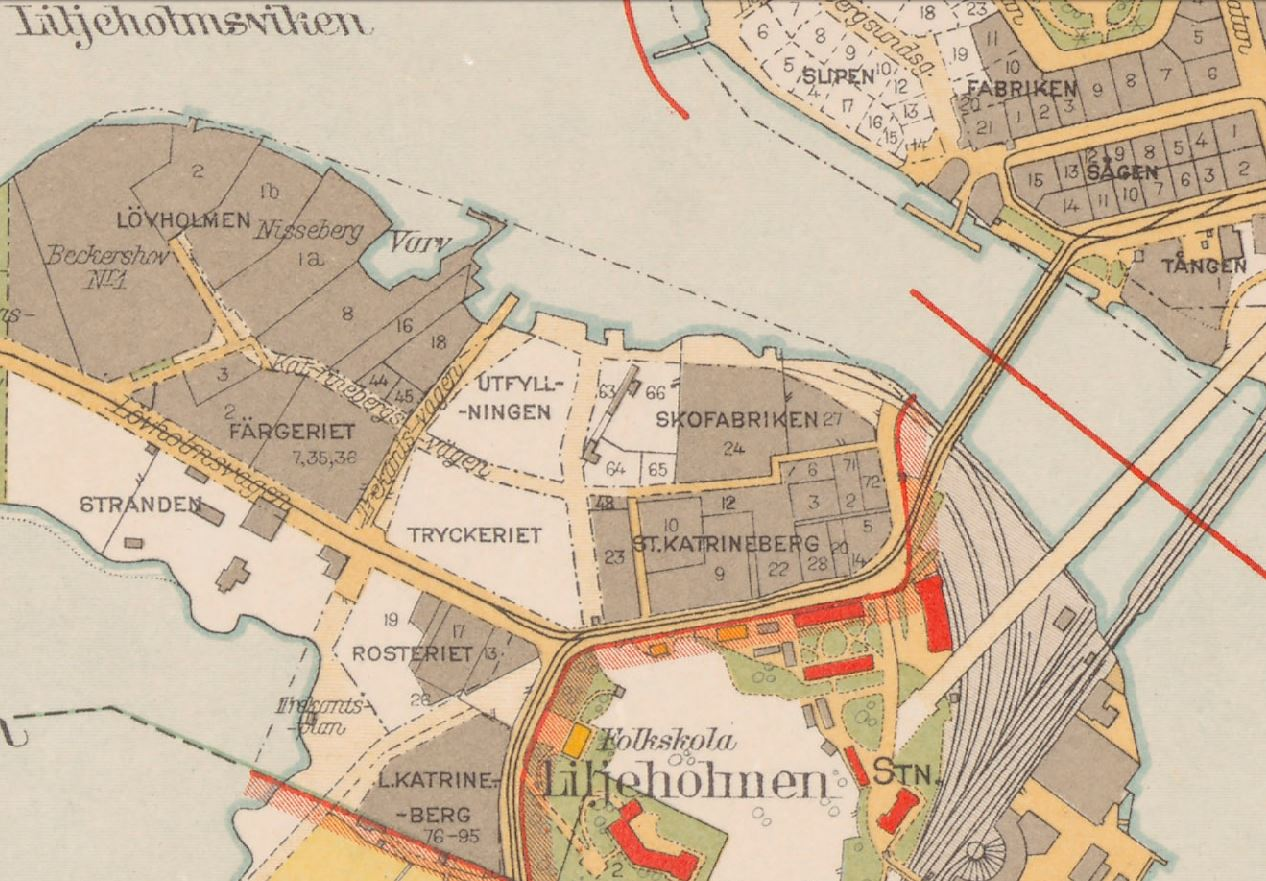
Kvarteren "Utfyllningen" och "Tryckeriet" på en karta från 1920-talet. Stadsplanen gällde 1918-1924.

I motsats till kvarteret Stora Katrineberg (grannkvarteret i öster) som sedan 1800-talets slut var ett tätt bebyggt industriområde, var kvarteret Tryckeriet fram till 1940-talets början i det närmaste obebyggt. Marken hade tidigare tillhört Stora Katrineberg. 
Närmast Liljeholmsviken fanns från omkring 1905 brädgård och klyvsåg tillhörande "AB F. Jonsson & Co" i Ockelbo.. Mot Lövholmsvägen låg ett upplag för eldfarliga oljor. Erik Ohlssons Trävaru AB, vars sågverk låg lite längre västerut, övertog senare brädgården. 
Den norra delen av kvarteret Tryckeriet skapades genom utfyllnader i Liljeholmsviken med start från tidigt 1900-tal. Strandlinjen gick då strax norr om nuvarande Katrinebergsvägen/Mejerivägen. 1918 fastställdes en ny stadsplan för delar av Liljeholmen. Enligt denna skulle området indelas två kvarter i nord-sydlig riktning. Dessa till formen oregelbundna kvarter avgränsades i öster och väster av de nyanlagda Trekantsvägen och Mejerivägen. De namngavs 1920: det norra ”Utfyllningen” och det södra ”Tryckeriet”. Strandlinjen hade då förflyttats upp till kvarterets nuvarande nordöstra hörn. Först i mitten av 1940-talet fick strandlinjen sin nuvarande sträckning.
Bakgrunden till kvartersnamnet ”Tryckeriet” var att Sveriges Litografiska Tryckerier (SLT) 1918 inköpt tomtmarken. Man hade här för avsikt att i ett större nybygge samla sina då spridda verksamheter. Flera av grannkvarteren namngavs på samma sätt efter de industrier som då fanns på platsen (exempelvis Rosteriet, Färgeriet och Skofabriken)

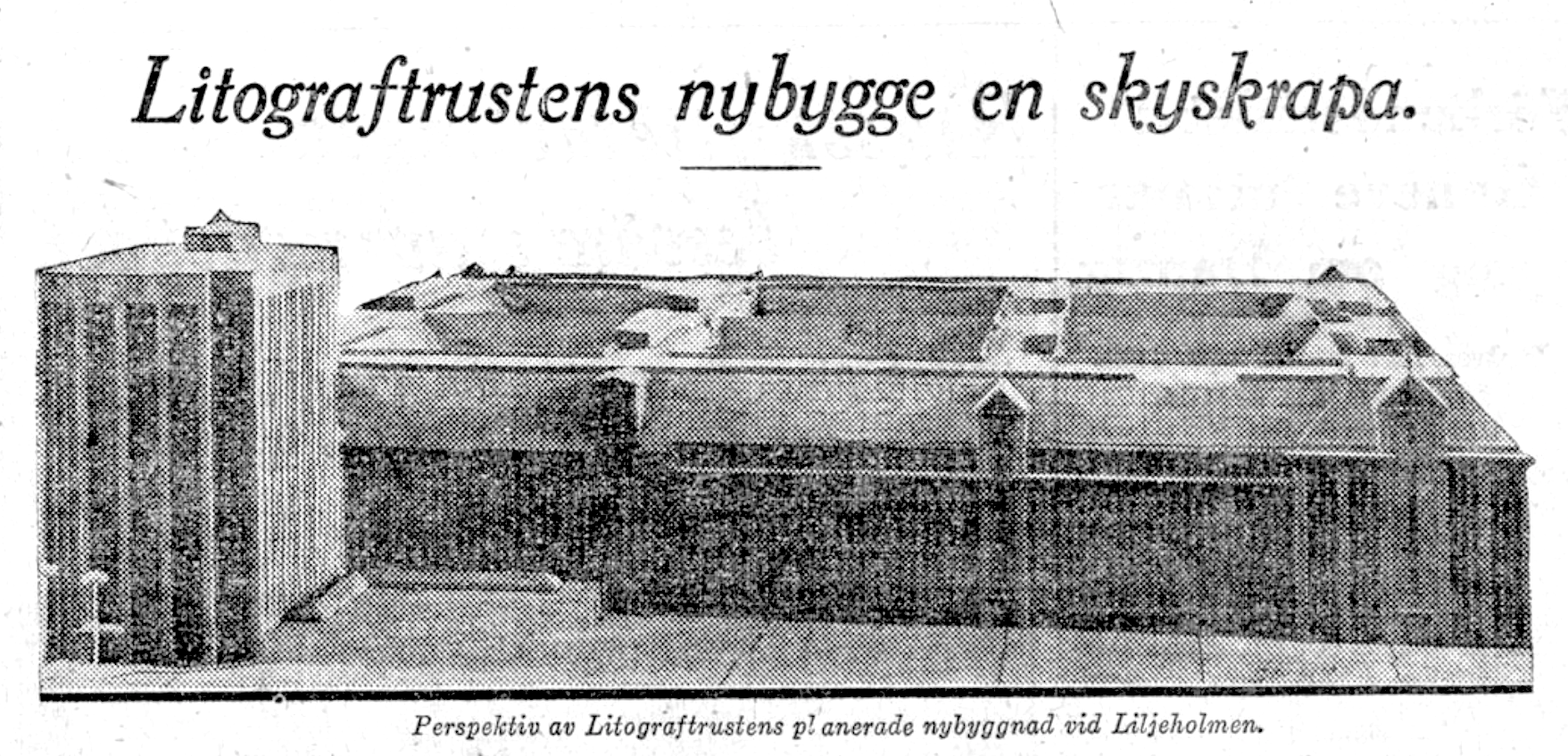
Sveriges Litografiska Tryckeriers oförverkligade tryckeri- och kontorskomplex. Artikel ur Svenska Dagbladet 1921.

År 1921 hade planerna på SLT:s nybygge kommit så långt att ett förslag kunde presenteras. Det var ett för tiden mycket stort tryckeri- och kontorskomplex (140 meter långt och 180 meter djupt) med fasader i glas och betong. Närmast Lövholmsvägen i hörnet mot Mejerivägen, skulle en ”skyskrapa” på 11 våningar uppföras. Arkitekt Ragnar Hjorth stod för fasadutformningen och Industribyrån för konstruktionsritningarna. Emellertid visade det sig att byggnadsprojektet inte kunde inpassas i den fastställda detaljplanen. SLT framhöll därför att man önskade ändra stadsplanen så att ett stort rektangulärt kvarter skulle bildas av de då gällande "Tryckeriet" och "Utfyllningen”. Detta godkändes 1924 samtidigt som SLT avstod tomträtten närmast Liljeholmsviken. Där skulle det genom ytterligare utfyllningar planeras för gatumark, hamn med anslutande järnvägsspår. Därmed hade dagens kvartersstruktur skapats.
Nybyggnadsförslaget fick dock kritik från Byggnadsstyrelsen. Den höga kontorsdelen skulle arkitektoniskt inte passa in områdets topografi med Södertäljevägens nya sträckning samt det intilliggande Liljeholmsberget. Stadsplanekontoret omarbetade förslaget och placerade istället ”skyskrapan” mot Liljeholmsviken. Slutligen övergav SLT dock planerna helt. 1929 avröjdes en del av tomten, då bebyggd med några enstaka verkstadskjul, för att bli parkeringsplats

## Tryckeriet 13

### Strängbetongs elementfabrik

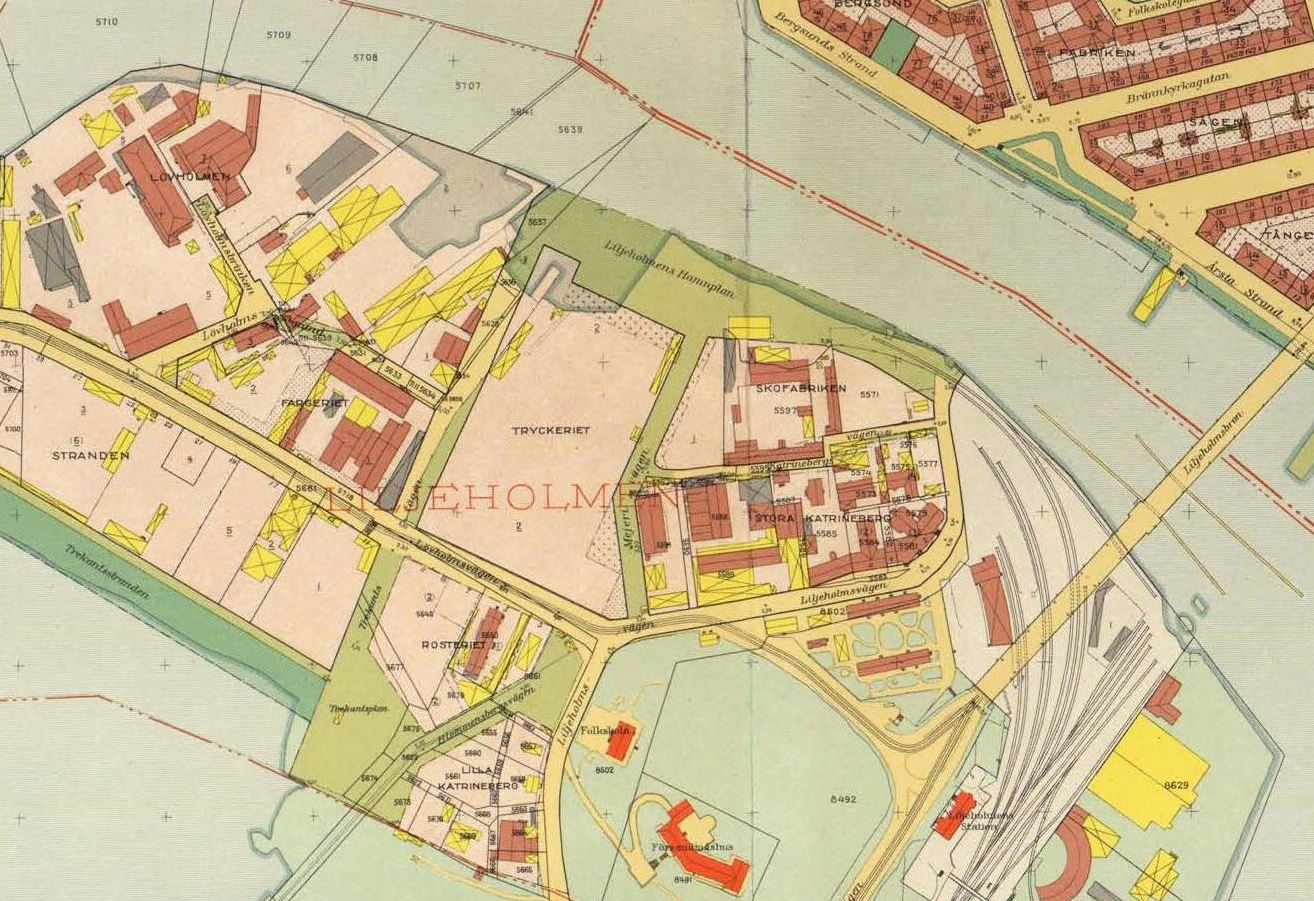
Kvarteret Tryckeriet på 1940-talets början.

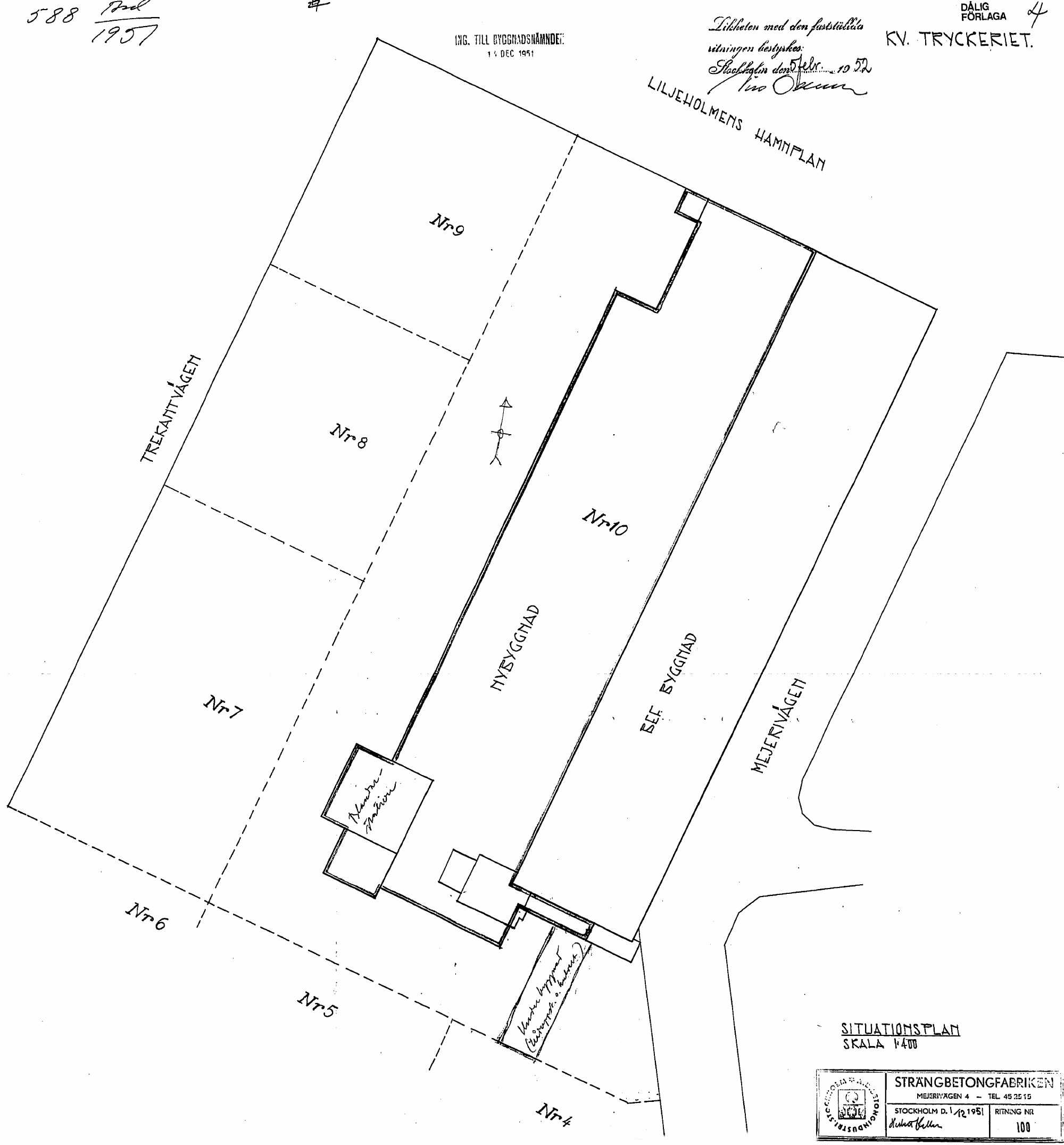
Strängbetongfabriken 1951.

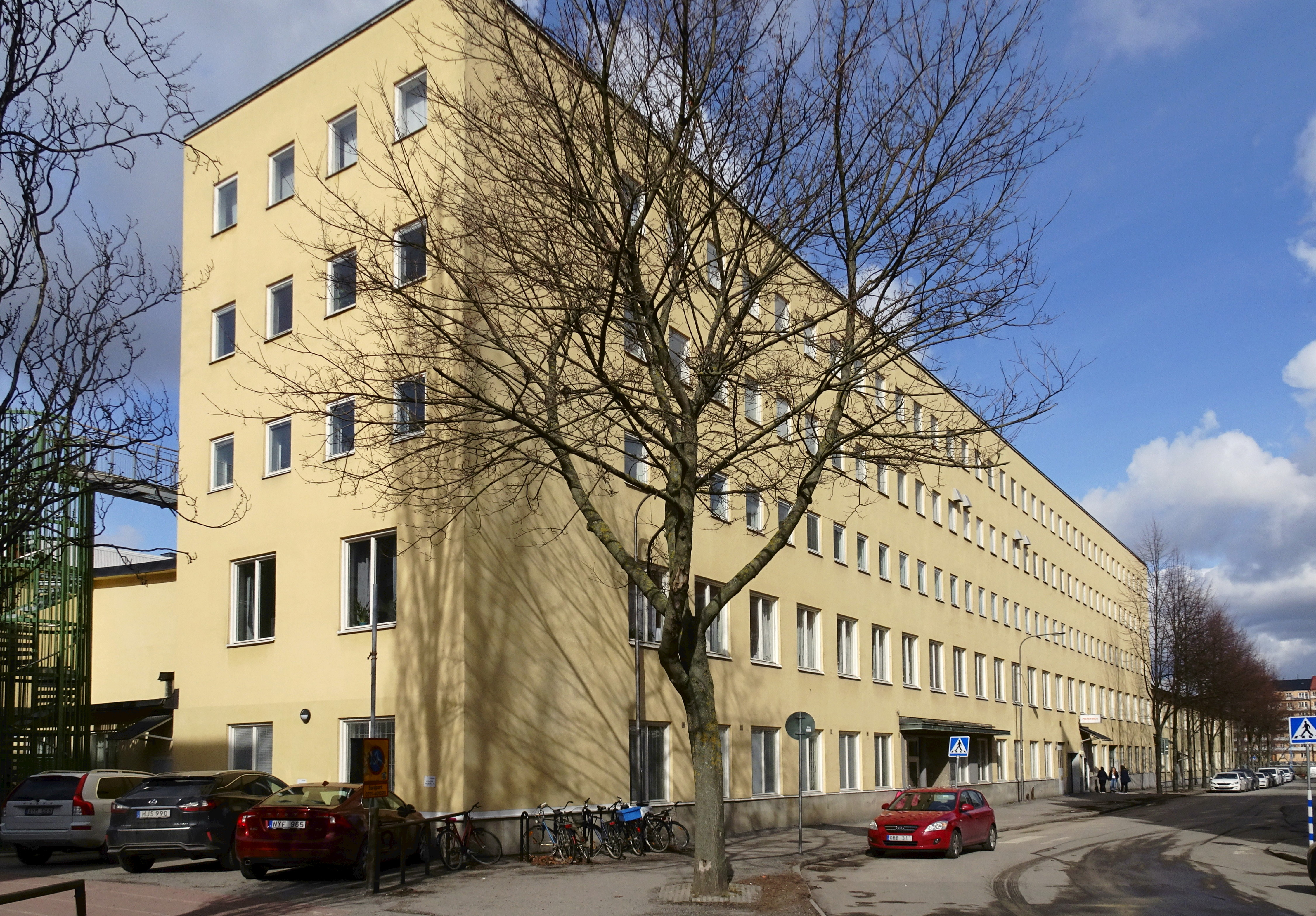
Strängbetongs tidigare kontor och fabrik, Mejerivägen 4.

SLT:s planer förverkligades på en mycket centralare tomt i Esselte-huset vid Vasagatan i Stockholms innerstad. Den cirka 23 000 m² stora tomten i Liljeholmen blev till salu och köptes 1939 av Betongindustri, som efter en tysk licens skulle börja tillverka prefabricerade betongelement som innehöll förspända ståltrådar eller strängar för ökad hållfasthet. Redan samma år började Betongindustris direktör, Axel Eriksson, med skisser för en fabrik på Liljeholmen som avsågs tillverka element av förspänd betong, då benämnd "strängbetong". Företaget AB Strängbetong bildades först 1954. Man arbetade under begreppet AB Betongindustri Strängbetongfabriken.
År 1942 byggdes, efter Erikssons arkitektritningar och Henrik Kreügers konstruktionsritningar, Strängbetongs fabrikshall i tomtens östra del. Det var på sin tid världens första fabrik för produktion av förspända betongelement till civilt bruk. Hallen blev drygt 17 meter bred, knappt 130 meter lång och placerades med sin långsida mot Mejerivägen. 1946 tillkom en andra, något mindre, hall och 1951 en tredje hall, som skulle bli den största med 130 meter längd och 20 meter bredd. Till produktionslokalerna hörde även ett kontor som byggdes till och på några gånger, bland annat 1963 efter ritningar av arkitekt Gustaf Lettström. Här hade Strängbetong sitt huvudkontor mellan 1942 och 1977.
Därmed var tomtens östra del bebyggd. Västra delen var lager- och uppställningsytor och platsen för en egen betongfabrik. Råvaran, cement, levererades från Stora Vika cementfabrik som sedan slutet av 1940-talet hade en lager- och omlastningsstation på granntomten (se Cementa, Liljeholmen). 
De sista betongelementen producerades här 1973 och var avsedda för bostadshusprojektet Fittja gård i Fittja. Projektet omfattade drygt 2 100 lägenheter som byggdes av Byggnadsindustri AB Ehn & Co i början av 1970-talet, vars ägare, byggmästare Ernst Ehn, hade 1967 förvärvat egendomen Fittja gård från Ragnar Sellberg. Arkitekt var Höjer & Ljungqvist och Strängbetong levererade stommar och fasader. 
Produktionen på Liljeholmen flyttades successivt till nybyggda fabriker i Veddige (1958), Kungsör (1962) och Nykvarn (1973). Kontorsdelen nyttjades av Strängbetong fram till 1984, till slut som säljkontor. Sedan flyttade andra företag in i Strängbetongs gamla lokaler, bland dem ett AMU-center i Arbetsmarknadsstyrelsens regi.
I den västra delen av nuvarande Tryckeriet 13 som gränsar mot Trekantsvägen revs Strängbetongs anläggning och i slutet av 1970-talet uppfördes en femvåningars kontors- och verkstadsbyggnad med parkeringsgarage efter ritningar av Backström & Reinius. Här finns idag bland annat Stockholms estetiska gymnasium, Djurgymnasiet och andra utbildningar. Fastigheten mot Trekantsvägen ägs av L E Lundbergföretagen.

### Liljeholmshallen
Strängbetongs gamla tillverkningshallar finns kvar och inhyser sedan 1999 idrottsanläggningen ”Liljeholmshallen” som numera ägs av Byggnads AB Karlsson & Wingesjö. Stockholms stad har nyttjanderätten medan driften sköts av Idrottsklubben Hephata. Liljeholmshallen eller Liljeholmshallarna, som anläggningen också kallas, har tre större hallar för handboll, innebandy, basket och volleyboll, dessutom tre motionsrum för dans, kampsport, bordtennis, badminton och liknande. I Liljeholmshallen finns även fyra boulebanor, ett pingiscenter, en brottningshall samt konferensrum och cafeteria.

### Nutida bilder

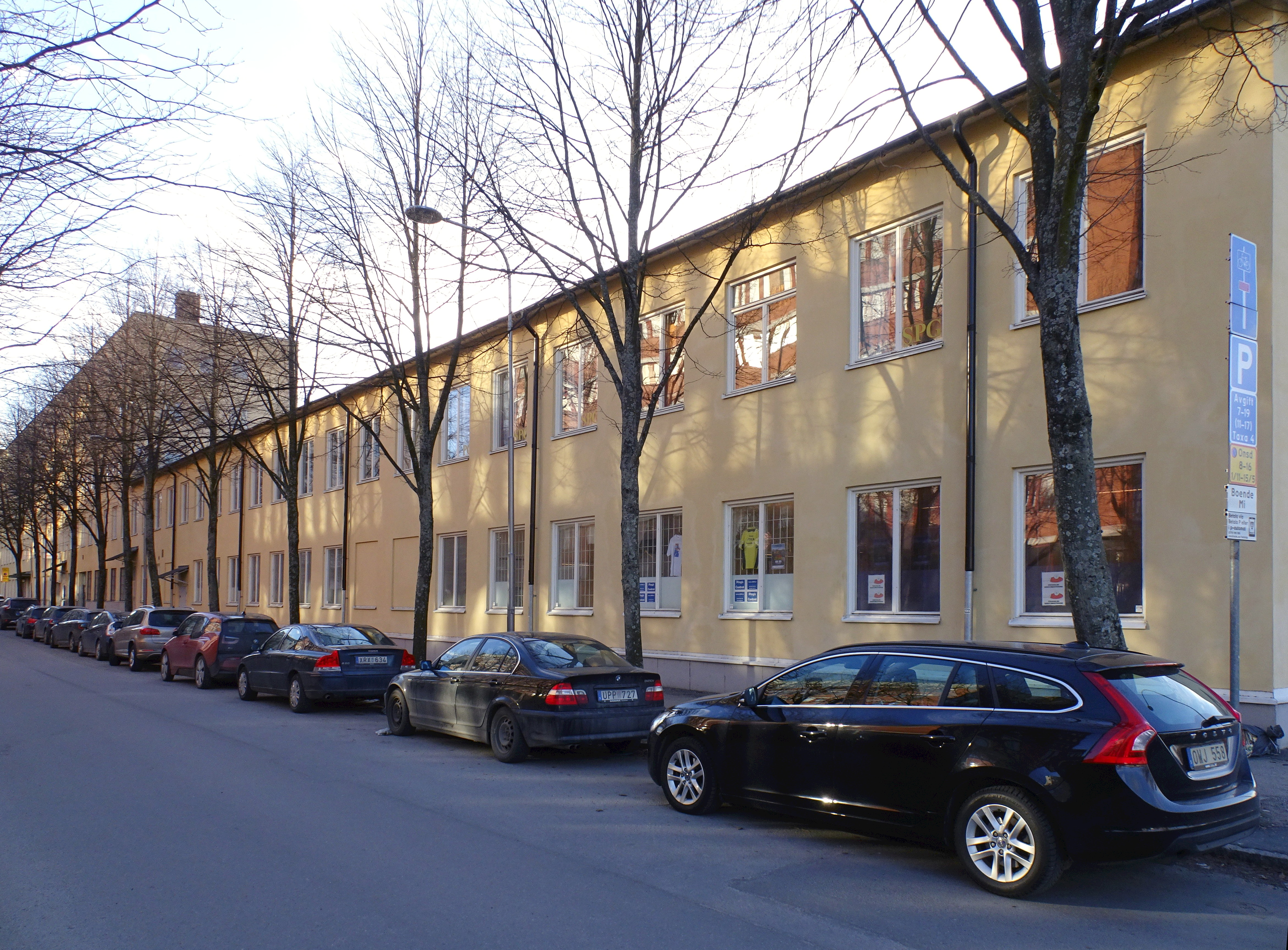
Strängbetongs f.d. fabrikshall mot Mejerivägen.
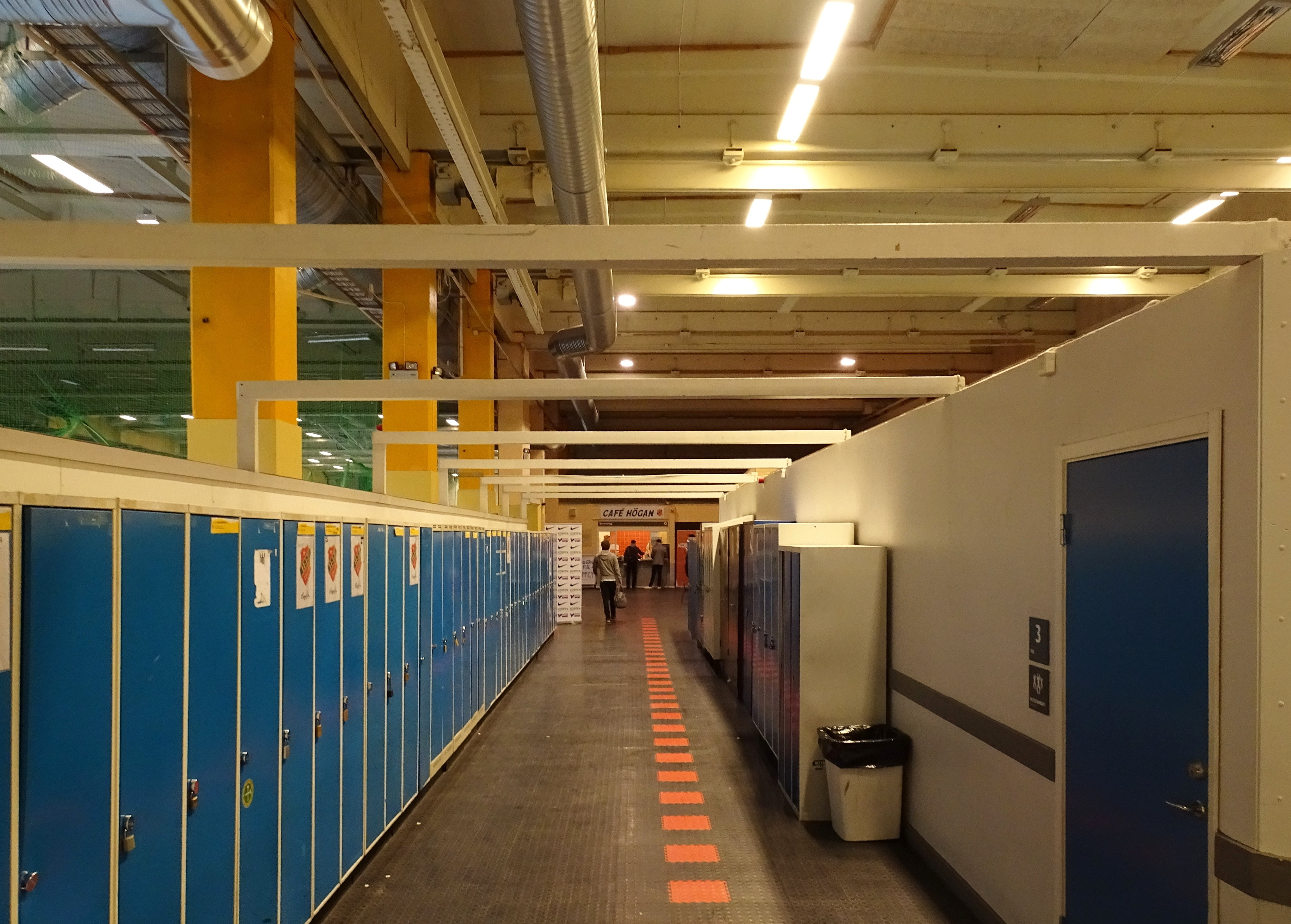
Strängbetongs första hall, nu en del av Liljeholmshallarna.
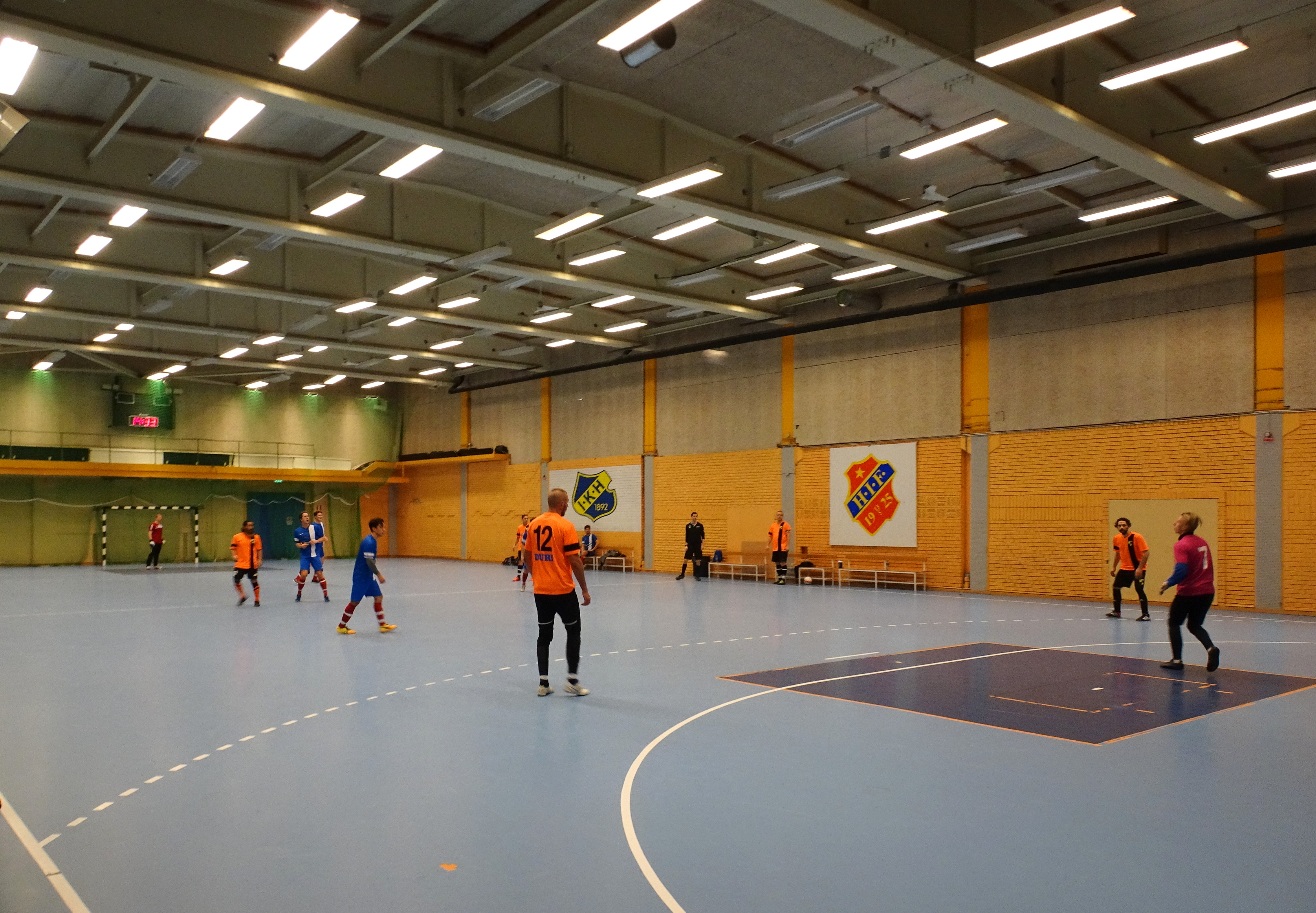
Stora hallen (södra delen) i Liljeholmshallarna.
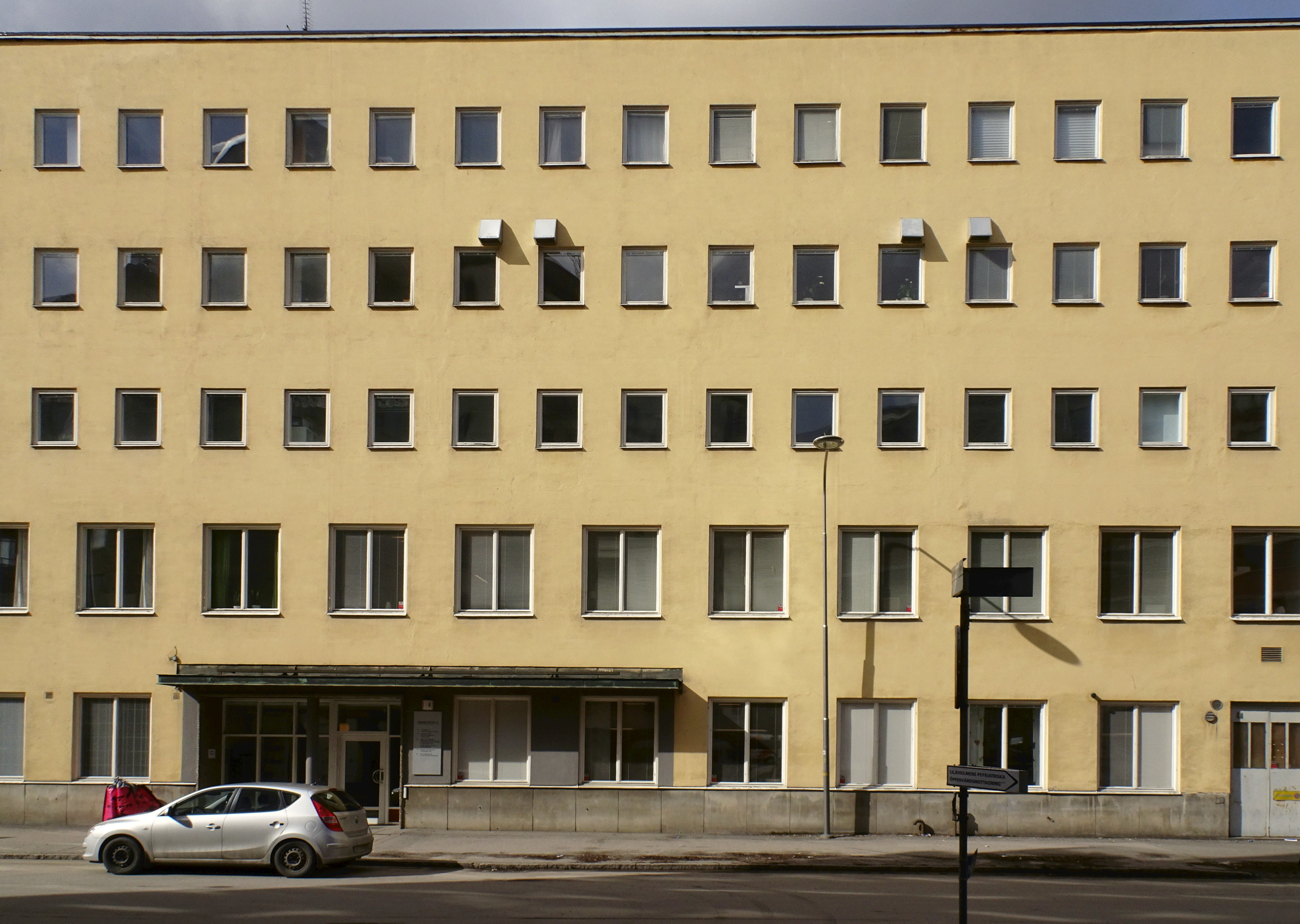
Strängbetongs f.d. huvudkontor, arkitekt Gustaf Lettström.
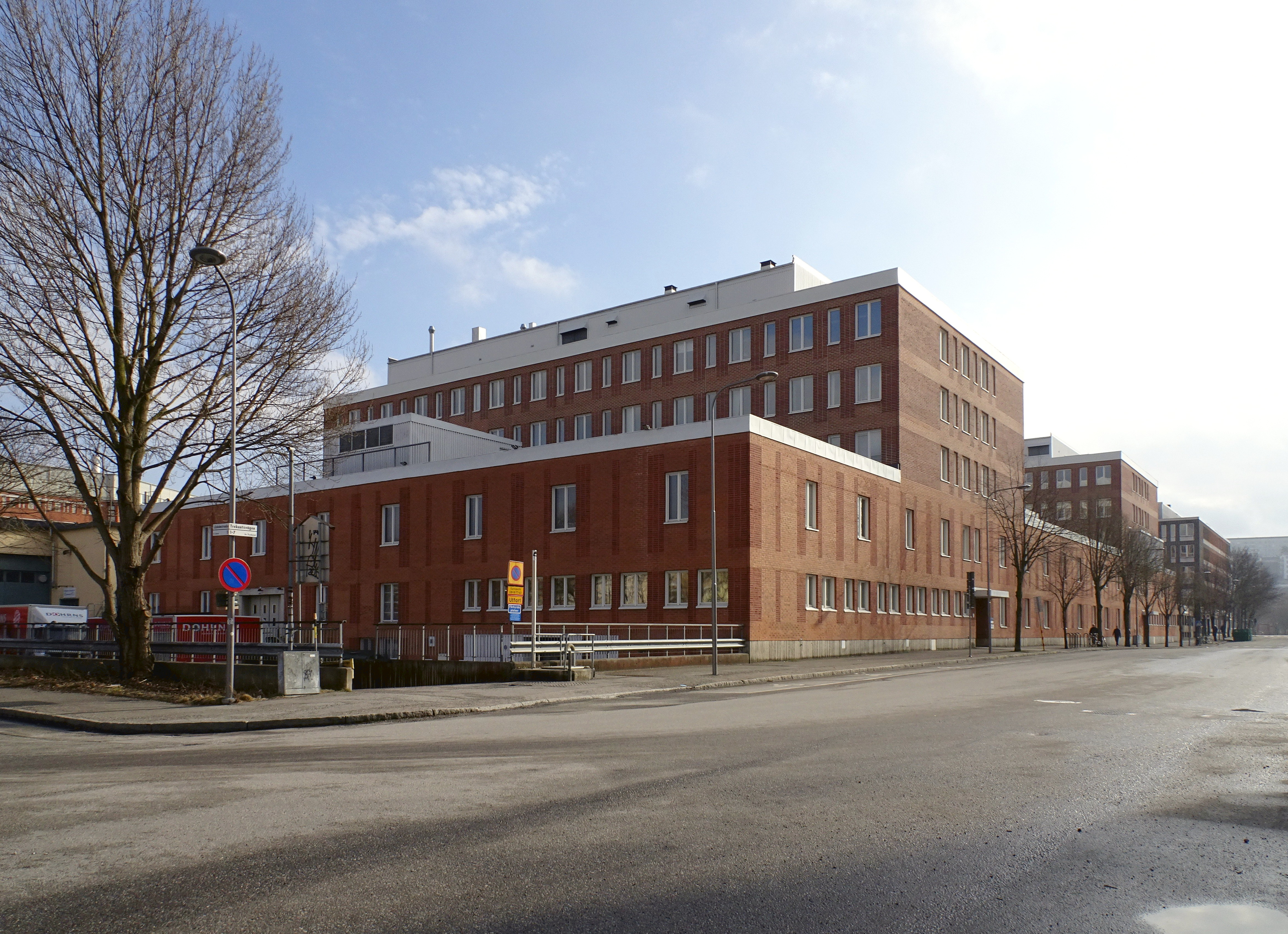
Tryckeriet 13 mot Trekantsvägen, arkitekt Backström & Reinius.

## Tryckeriet 14

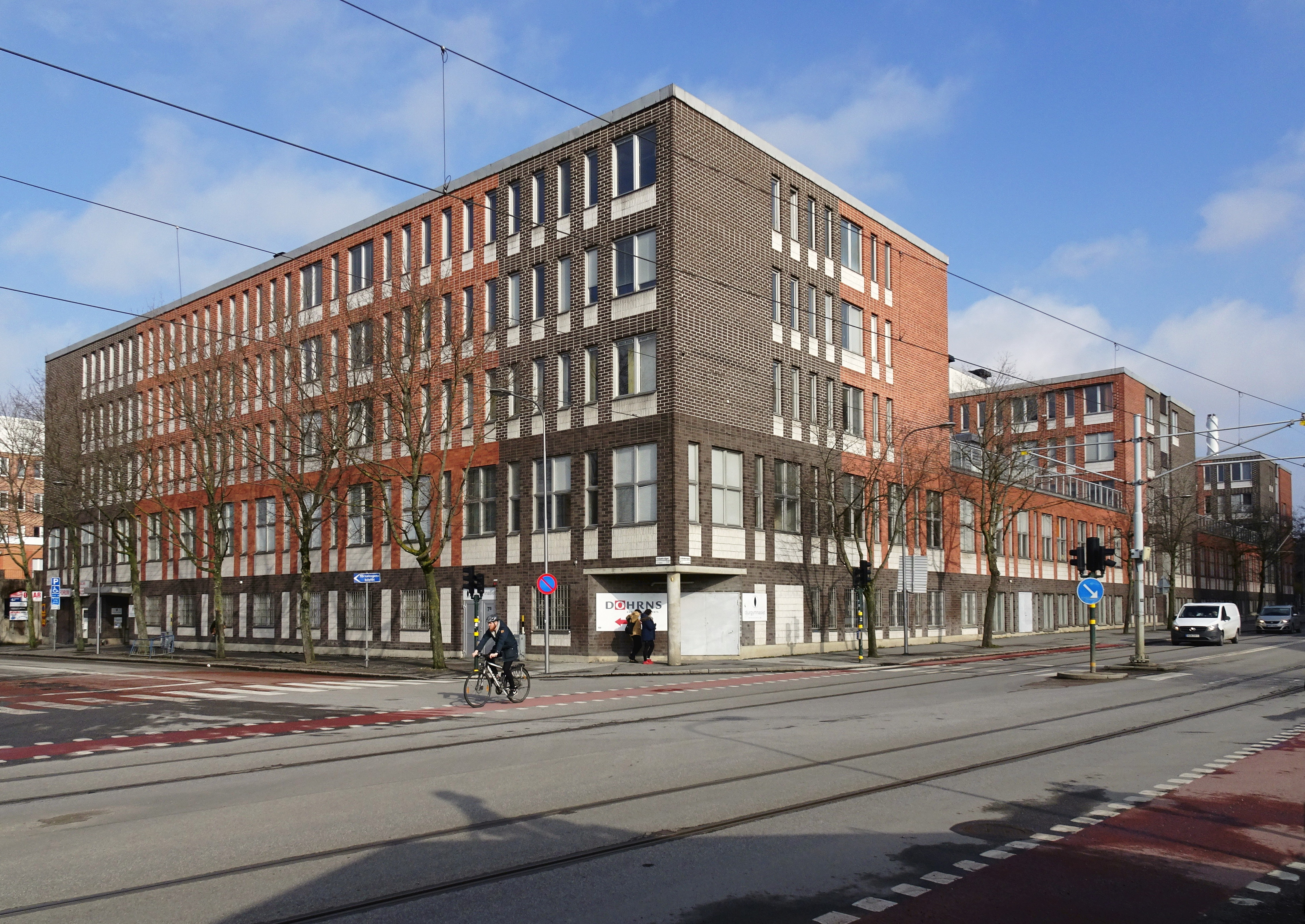
Tryckeriet 14, hörnet Lövholmsvägen / Trekantsvägen i april 2017.

Med nuvarande fastigheten Tryckeriet 14 avses kvarterets södra del som gränser mot Lövholmsvägen. Här hade Betongindustri bland annat förråd och ett större garage. I början av 1970-talet revs bebyggelsen och istället uppfördes en kontors- och verkstadsbyggnad med utbildningsplatser efter ritningar av Backström & Reinius. Byggnaden har ungefär samma arkitektur som huset i Tryckeriet 13 som tillkom några år senare. 
Byggnaden är uppdelad i tre högre volymer med två lägre däremellan. Fasaderna utfördes i mönstermurat rött och brunt tegel med inslag av vit klinker. Fastigheten Tryckeriet 14 är grönklassad av Stadsmuseet i Stockholm vilket betyder "bebyggelse som är särskilt värdefull från historisk, kulturhistorisk, miljömässig eller konstnärlig synpunkt". Här finns idag bland annat Liljeholmens gymnasium, Plushögskolan, Djurgymnasiet, Lenia samt lokaler för ABF och Didaktus. Fastigheten ägs av L E Lundbergföretagen.